# Porky's 2: al día siguiente
Porky's II: The Next Day es una película de 1983, dirigida por Bob Clark, secuela de Porky's de 1981.

## Argumento
Después de vengarse del dueño de Porky's, el grupo de jóvenes estudiantes del instituto Angel Beach de Florida, continúan buscando, infructuosamente, a la mujer que les haga perder su, ya demasiada prolongada, virginidad, fallando un intento debido a que la prostituta con quien intentaban perderla fallece debido a una sobrecarga de placer durante el "acto". Sin embargo no pierden la esperanza y siguen buscando dicha oportunidad. Mientras tanto, deciden poner en marcha una representación de Shakespeare en el teatro de la escuela. A este proyecto se opone el reverendo Bubba, que considera la obra como obscena y una basura, sobre todo cuando se entera de que un indio será el que interprete el papel de Romeo lo que hace que sea golpeado por un grupo de seguidores del Klu Klux Klan.
Paralelo a esto, el grupo planea un escarmiento contra el tipo que acosó e influencio el ataque al compañero de origen amerindio uniéndose más grupos como afroamericanos y latinos también acosados por el Ku Klux Klan, siendo planeada una triquiñuela que hace que este miembro del Klan se interne junto con toda su congregación en uno de los gimnasios del instituto. Eventualmente el plan funciona y los miembros del Ku Klux Klan quedan evidenciados así como intimidados por la gran cantidad de personas discriminables que se presentaron, eventualmente al ver que estaban superados en mayoría el líder les ofrece una disculpa y que todo se olvide pero todos los presentes incluyendo a los muchachos deciden que debía ser un castigo igual para lo cual proceden a hacerles sin premura a todos una circuncisión y obligándolos a caminar desnudos por toda la institución siendo una victoria para el grupo y para su nuevo amigo que defendieron así como todas las comunidades perseguidas en general.
Asimismo el reverendo queda evidenciado por sus opiniones racistas lo cual hace que también pierda credibilidad.
En otra subtrama, los problemas se acrecientan cuando un político conservador intenta reeducar sin éxito a la comunidad escolar para reducir los índices de mal comportamiento según el por lo cual pasan por un sinfín de situaciones hasta que 2 amigos junto con una de las chicas traman un plan para desacreditarlo de manera sutil, puesto que el político conservador siempre salía con chicas glamorosas, la amiga no dudando de ello sugiere ser la que se disfrace para el plan mientras los otros 2 hacen de periodistas de la "dama",a pesar de tener todo en contra el plan funciona y después de esto los 3 salen bailando la canción del mago de Oz dejando al político más confundido y con su reputación hecha polvo.
Al final de la película se ve cómo varios titulares remarcan hechos derivados de todo esto, como la renuncia del político y el reverendo a sus respectivos cargos, varias investigaciones entre otros resultados nada favorables para los abusivos que intentaron desacreditarlos, entre otros.

## Reparto
- Dan Monahan es Edward "Pee Wee" Morris.
- Wyatt Knight es Tommy Turner.
- Mark Herrier es Billy McCarthy.
- Roger Wilson es Mickey Jarvis.
- Cyril O'Reilly es Tim Cavanaugh.
- Tony Ganios es Anthony "Meat" Tuperello.
- Kaki Hunter es Wendy Williams.
- Scott Colomby es Brian Schwartz.
- Nancy Parsons es Sra. Beulah Balbricker.
- Joseph Running Fox es John Henry.
- Eric Christmas es Sr. Carter.
- Bill Wiley es Reverendo Bubba Flavel.
- Edward Winter es Comisario Gebhardt.
- Ilse Earl es Sra. Morris.
- Cisse Cameron es Sandy Le Toi.
- Art Hindle es Oficial Ted Jarvis.
- Bill Hindman es Entrenador Goodenough.
- Will Knickerbocker es Klan #1.
- Mal Jones es Mayor Abernathy.
- Richard Liberty es Comisario Couch.
- Fred Buch es Comisario Hurley.

## Recepción

### Taquilla
Los ingresos brutos de la película fueron considerablemente más bajos que la primera película Porky's. Mientras Porky's recaudó $ 111 millones en el mercado interno, Porky's II: Al día siguiente tuvo unos ingresos de 33.759.266 dólares. 

### Respuesta crítica
Porky's II: Al día siguiente fue criticada la página especializada en cine Rotten Tomatoes dio a la película una puntuación de 11% basado en la revisión de 11 de los críticos.